# بيا أولسن دير
بيا أولسن دير ( مواليد 30 نوفمبر 1971) هي سياسية دنماركية وعضوة في البرلمان الدنماركي عن حزب الشعب الاشتراكي.